# Стеван Бугарски
Стеван Бугарски (Српски Семартон, 25. септембар 1939) српски је писац, преводилац, научник, истраживач српске културне и духовне баштине Срба у Румунији.

## Биографија
Стеван Бугарски је једна од најмаркантнијих личности културног живота Срба у Темишвару. Школовање је започео у свом родном месту Српском Семартону. Завршио је затим Српску гимназију у Темишвару (1956), а потом је уписао Факултет руског језика на Педагошком институту „Максим Горки“ у Букурешту, одакле је искључен због „антипартијског и антидржавног става“. Као студент друге године филологије, осуђен је на казну затвора. Због „вербалног деликта“ од 1958. до 1962. године био је затворен, па помилован. По изласку из тамнице стекао је факултетску диплому, на Машинском факултету Универзитета политехнике у Темишвару (1971). Као многи његови вршњаци и Стеван Бугарски је прошао "пакао" Барагана (румунског "Сибира" или "Голог отока"). Почев од 1951. године Бугарски се предаје изучавању српског културног наслеђа у Румунији.
Био је професор-заменик у Парцу и Малом Бечкереку. Радио је затим као неквалификовани радник и бравар у Машинском предузећу у Темишвару. Дипломирао је на Машинском факултету Политехнике у Темишвару 1971. године. Као инжењер наставио је да ради у истом предузећу одакле је отишао у пензију 1991. године. Живи и ствара у Темишвару. Радио је годинама као новинар у Српској емисији Радио Темишвара.
Почев од 1950. године писао је поезију. Поред бројних научних радова, приказа књига и чланака у српској штампи у Румунији, а такође и у Србији, Стеван Бугарски је писао и приповетке. Бави се превођењем са румунског језика на српски. Ипак, његово име је забележено по неуморном и студиозном истраживачком раду српске прошлости у Румунији.
Жири Доситејеве задужбине је 2017. године написао о свом лауреату: Стеван Бугарски је водећи научни и културни посленик међу Србима у Румунији, угледни проучавалац готово свих области српске баштине, од знаменитих личностипопут грофа Ђорђа Бранковића, Доситеја Обрадовића, Саве Текелије, Милоша Црњанског, до српске штампе, црквене уметности, историје српских светиња, летописне традиције и политичке историје...он је својим прегалаштвом постао чувар српске баштине и самосвојности Срба у Румунији.

## Друштвени ангажман
Темишварац Бугарски је од оснивања активан у Савезу Срба у Румунији "кровној организацији српства у тој држави". За њега су рекли његови поштоваоци из Доситејеве задужбине (2017) да је делујујући у Румунији, али и матици Србији: срушио ограде које су нас делиле и изградио мостове који нас спајају. Стеван Бугарски је члан Управног одбора Матице српске и Уређивачког одбора "Вукове задужбине". Заменик је главног уредника публикације „Темишварски зборник“. Сарадник је Српске академије наука и уметности. Члан је Удружења књижевника Србије.

## Награде
Добитник је награде Савеза писаца Румуније и Темишварске филијале Савеза писаца Румуније. Добио је награду „Лаза Костић“, награду „Гушчије перо“ и добитник је Српске књижевне награде.
Матица исељеника Србије је 8. марта 2008. године за вишедеценијски рад Стевану Бугарском доделила престижну награду „Растко Петровић“. Крајем године 2008. додељена му је престижна награда Pro cultura Темишке жупанијске дирекције за културу. 2009. добитник је награде Српске књижевне задруге заједно са Љубомиром Степановим за књигу „Историјски и културни споменици Срба у румунском Банату“. Награду "Доситеј Обрадовић", која се додељује културним радницима Србима, од стране Задужбине Доситејеве, добио је Бугарски 2017. године у Београду.

## Књиге
- По Семартону кроз простор и време (Букурешт, 1982)
- Бећарац (Букурешт, 1982) - песме (коаутор: Светозар Марков)
- Оно што се памти (Букурешт, 1983) - приповетке
- Кад Мориш потече кроз перо (Букурешт, 1991) (коаутор: Љубомир Степанов)
- Дневник Саве Текелије (Темишвар, Нови Сад 1993)
- Ђорђе Бранковић: Хроника Словена Илирика, Горње Мезије и Доње Мезије (Нови Сад, 1994) (књигу приредио: Стеван Бугарски)
- Српско православље у Румунији (Темишвар, Београд, Нови Сад 1995)
- Манастир Бездин (Темишвар, 2003) (коаутор: Љубомир Степанов)
- Семартонски летописи 1. и 2. књига (Темишвар, 2004)
- Живот и рад проте Слободана Костића (Темишвар, 2006)
- Завичајна књижевност Срба из Румуније 1918-1947 (Темишвар, 2007)
- Димитрије П. Тирол, живот и дело (Темишвар, 2007) (коаутор: Љубомир Степанов)
- Историјски и културни споменици Срба у румунском Банату (2008) (коаутор: Љубомир Степанов)
- Политичке партије Срба у Румунији (Темишвар, 2008)
- Православна српска богословија Епархије темишварске 1953-1960 (Темишвар, 2009)

## Најзначајнији научни радови
- Српска књижевна периодика у Темишвару (1995)
- Срби из Темишвара и околине у догађајима 1848-1849 (2000)
- Срби у Темишвару (2003)
- "Срби у Темишвару - Мехала" (2008)
- "Срби у Темишвару - Град" (2011)
- Демографска слика Поморишја после Сеобе Срба у Русију (2003) (коаутор: Љубомир Степанов)
- Андреј Петковић: Поклоњење гробу Господњем 1734 (приредио: Стеван Бугарски) (Темишвар, 2008)
- Срби у Темишвару Мехала (Темишвар, 2008) (коаутор: Љубомир Степанов)
- Темишварски лицеј (Темишвар, 2008)